# Moron
Za moron označujemo vse dele (DNA) profaga, ki nimajo funkcije v normalnem življenju faga, lahko pa kot fitnes (preživetveni) faktorji vplivajo na lizogen. Pogosto gre za zapletene interakcije med fagnimi in bakterijskimi funkcijami, da pride do prave ekspresije (izražanja) morona in da to dejansko prinese bakteriji neko prednost pri nadaljnji selekciji.
Moroni povečajo stopnjo fagne replikacije v obdobju ko je fag kot profag v bakterijskem genomu (lizogen). Efekt je indirekten, saj zapisi za morone omogočajo gostiteljski celici boljši fitnes in zato posredno vplivajo na njegovo namnoževanje v celici. S tem ko ima celica boljši fitnes naredi tudi več virusa in virus lahko okuži druge celice. In prav ta horizontalni transfer (prenos) s fagom naj bi predstavljal najpomembnejši vpliv faga na evolucijo patogenih bakterij. 
Da moron koristi bakteriji mora imeti naslednje karakteristike:
a) Moron mora biti koristen v ekološki niši lizogena. Recimo za ekstracelularnega (zunajceličnega) patogena ne bi bil koristen faktor za invazijo v celico. Moron lahko zboljša fitnes na tri načine:
1. Zboljša fitnes lizogena v neki niši – bakterija nadvlada ostale.
2. Njegova funkcija omogoči bakteriji da se prilagodi nenadni spremembi okolja in preživi ostale bakterije, ki jih uniči selekcijski pritisk.
3. Funkcija morona omogoči bakteriji obvladati in naseliti novo nišo.

b) Funkcija morona mora biti koordinirana s funkcijami gostiteljske celice. Če timing (čas) ekspresije morona ni dobro kontroliran, celici ne prinese koristi.
c) V nekaterih primerih je funkcija morona odvisna od ostalih bakterijskih faktorjev. Recimo pri nekaterih G- bakterijah potrebujejo ekstracelularni (zunajcelični) encimi posebne transportne sisteme, ki jih mora zagotoviti lizogen, če ne so neuporabni.
Distribucija specifičnih moronov je pogosto omejena na neko vrsto ali zelo ozke sorodne vrste, zato nekateri moroni ne funkcionirajo v celicah ki so v daljnjem sorodstvu. Nekateri moroni so obdani z geni transpozazae, vsi pa tudi nimajo mobilnih elementov in so odvisni od drugih mobilnih sekvenc profaga. Vsi profagi pa ne vsebujejo moronov ki kodirajo fitnes faktorje.